# Seston
Dans le domaine de la biologie marine ou d'eau douce, le mot seston (par opposition au necton), désigne l'ensemble des particules, de toute nature, minérales, mortes ou vives, d'origine organique ou inorganique en suspension dans l'eau. Le seston est la nourriture de nombreux animaux filtreurs tels que les éponges, les huîtres, les moules marines ou les moules d'eau douce

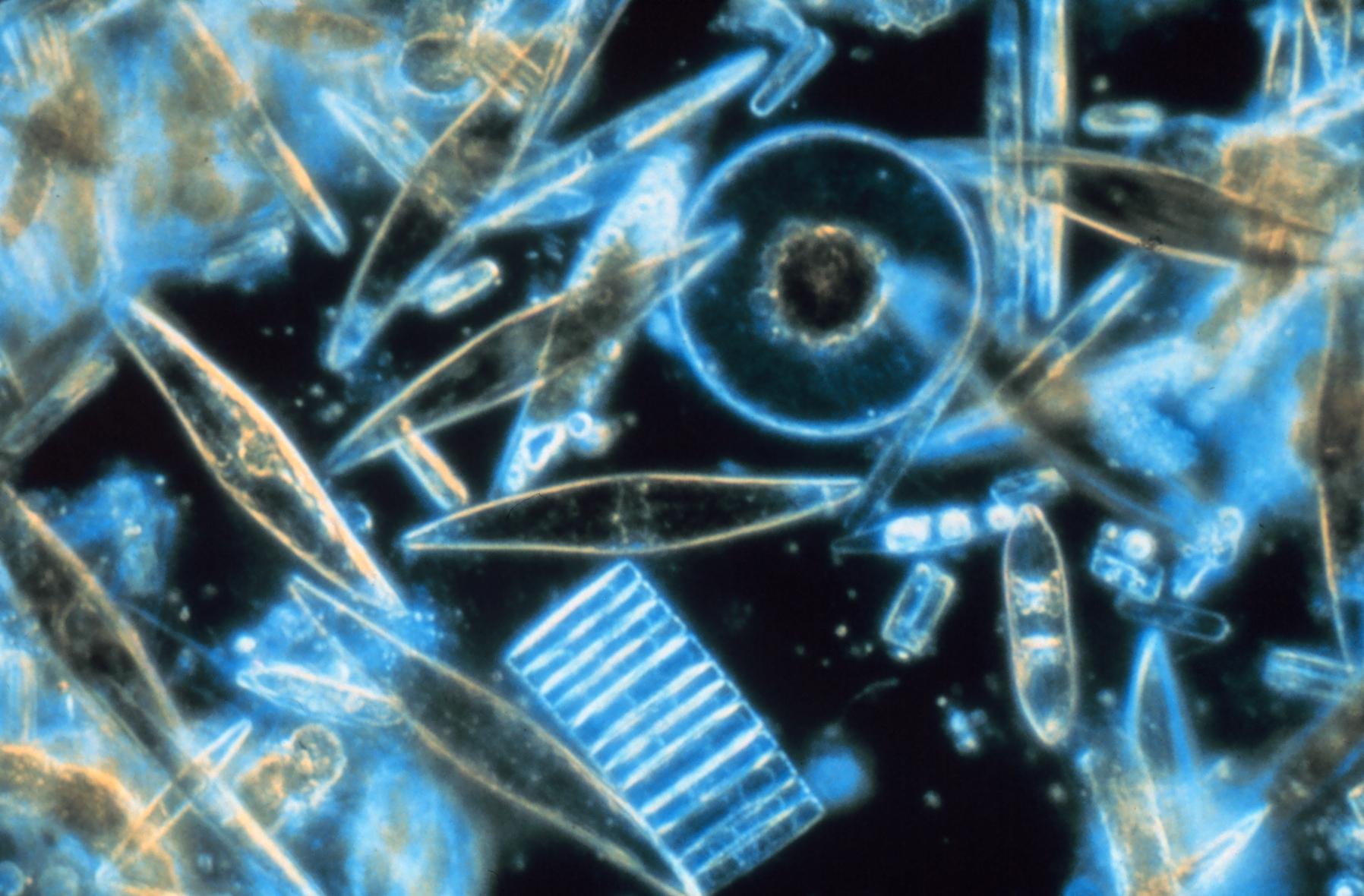
Les diatomées constituent l'une des bases du seston océanique et d'eau douce

Le fond marin reflète pour partie la composition du seston et sa variation spatiotemporelle, car il est pour partie constituée de la « pluie » de tripton qui tombe de la surface vers le fond, et il conserve souvent les traces fossiles des organismes décomposeurs ou filtreurs se nourrissant du seston et tripton. 

## La composition du seston
Elle varie fortement selon les régions océaniques. Elle est plus importante en termes de masse là où l'eau est riche, agitée et/ou à l'aval des grands estuaires. 
La violence des courants contribue aussi à la remise en suspension de particules. La densité en seston est par exemple pour cette raison particulièrement important dans le pas de Calais au moment des grandes marées et des tempêtes.
Le seston comprend : 
- le plancton qui à la base de nombreux réseaux trophiques, qui comprend le nanoplancton (20-2 µm), le picoplancton (2-0,2 µm), le femtoplancton, et le virioplancton (virus marins essentiellement, récemment découvert). Ce plancton est à l'origine d'une biomasse considérable, mais aussi d'une nécromasse qui constitue une part importante du seston puis de certains sédiments (la craie est la nécromasse fossile de plancton marin).
- le tripton ; constitué des excrétats du plancton et des autres organismes, dont leurs excréments.

## Seston, puits de carbone et climat
La sédimentation de la nécromasse planctonique est un des puits de carbone planétaire les plus importants, mais aussi une des voies qui a permis la détoxication des océans primitifs trop riches en certains sels, de calcium notamment, pour permettre une vie complexe sur les modèles que nous connaissons. Le plancton pomperait aujourd'hui environ un tiers du CO2 anthropique, soit autant que tous les végétaux  terrestres et les plantes aquatiques, le dernier tiers étant celui qui est responsable de l’augmentation des gaz à effet de serre dans l'atmosphère.
Cependant dans certaines conditions (eutrophisation,dystrophisation, contexte d'anaérobiose nocturne ou permanente) le seston peut être à l'origine d'émissions importantes de méthane et/ou de CO2, deux gaz à effet de serre. Les zones anormalement turbides (dans les fleuves, estuaires et leurs panaches notamment) et les zones marines mortes sont en augmentation.  
L’acidification des océans et leur réchauffement pourraient également considérablement modifier la composition, répartition et le taux de seston (Des régressions importantes de phytoplancton semblent être déjà survenues, notamment il y a environ 55 millions d'années, à une période justement caractérisée par une augmentation des taux de gaz à effet de serre (de cause inconnue).